# Rakousko na Letních olympijských hrách 1980
Rakousko na Letních olympijských hrách 1980 v Moskvě reprezentovalo 83 sportovců, z toho 64 mužů a 19 žen. Nejmladším účastníkem byla Marianne Humpelstetter (15 let, 342 dní), nejstarším pak účastník Hermann Sailer (46 let, 266 dny). Celkem Rakousko získalo 1 zlatou, 2 stříbrné a 1 bronzovou medaili.

## Medailisté
| Medaile | Jméno                        | Sport             | Disciplína                        |
| ------- | ---------------------------- | ----------------- | --------------------------------- |
| Zlato   | Elisabeth Theurerová         | Jezdectví         | drezura - jednotlivci             |
| Stříbro | Wolfgang Mayrhofer           | Jachting          | muži třída Finn                   |
| Stříbro | Hubert Raudaschl Karl Ferstl | Jachting          | muži družstvo Competition         |
| Bronz   | Gerhard Petritsch            | Sportovní střelba | muži 25 metrů rychlopalná pistole |